# Adolf Rosenberg
Carl Adolf Rosenberg, född den 30 januari 1850 i Bromberg, död den 26 februari 1906, var en tysk konstförfattare.
Rosenberg studerade i Berlin och har ansetts vara en mer produktiv än verkligt betydande författare. Bland hans arbeten är Geschichte der modernen Kunst (3 delar, 1888; ny upplaga 1894) och en sammanträngd Handbuch der Kunstgeschichte (1902) samt dessutom 13 konstnärsmonografier i Knackfuss bekanta samling. Rosenberg utgav samlingsverket Klassiker der Kunst (1904 ff.) intill volym 7 och skrev där texten till de åt Rafael, Rembrandt och Rubens ägnade delarna.